# Виллер-ле-Муаврон
Вилле́р-ле-Муавро́н (фр. Villers-lès-Moivrons) — коммуна во французском департаменте Мёрт и Мозель, региона Лотарингия. Относится к  кантону Номени.

## География
Виллер-ле-Муаврон находится в 15 км к северу от Нанси. Соседние коммуны: Муаврон на севере, Аррей-эт-Ан и Ажонкур на северо-востоке, Лейр на юго-востоке, Братт на западе.

## Демография
Население коммуны на 2010 год составляло 135 человек.
| 1962 | 1968 | 1975 | 1982 | 1990 | 1999 | 2010 |
| ---- | ---- | ---- | ---- | ---- | ---- | ---- |
| 62   | 69   | 91   | 82   | 72   | 79   | 135  |